# Große Star-Parade
Große Star-Parade ist ein deutscher Schlagerfilm von Paul Martin aus dem Jahr 1954.

## Inhalt
Renate Winkelmann, die Tochter eines reichen Strumpffabrikanten, soll nach dem Willen des Vaters den der Familie bekannten Nachwuchs eines anderen Strumpfherstellers heiraten. Renate jedoch liebt den mittellosen Sänger Peter, mit dem sie als Duo groß herauskommen will. Winkelmann kündigt an, Peter erst als Schwiegersohn zu akzeptieren, wenn er 500 Fanbriefe vorweisen kann. Beim Rundfunk jedoch werden Renate und Peter nach dem Vorsingen abgelehnt. Wie ihnen ergeht es dem Schlager-Komponisten Paul. Alle drei treffen sich am Empfang, wo ihnen wiederum Rezeptionist Hannes sein Leid klagt. Während er früher als Funker gearbeitet hat, muss er nun Kaffee holen. Er entschließt sich, seinem Chef endlich einmal die Meinung zu sagen und wird daraufhin entlassen. In der Bar nebenan beschließen die vier, Hannes’ alte Funkausrüstung zu reaktivieren und einen schwarzen Sender ins Leben zu rufen.
Die drei Männer gehen in das Dorf in der Nähe von Füssen, wo Hannes als Soldat stationiert war und finden auf dem Dachboden der Bäuerin Schwandtner das Funkgerät wieder. Sie beginnen, als „Sender X“ mit der Programmübertragung. Renate stößt zu ihnen und auch die jodelnde Bauerntochter Kati und die Zither spielende Frau Schwandtner ergänzen bald die gespielten Schlager. Das Programm wird ein Erfolg und der Sender bald zum „Liebessender X“, da alle Übertragungen mit dem Hinweis versehen werden, keine Winkelmann-Strümpfe mehr zu kaufen, bevor der nicht in eine Heirat von Renate und Peter eingewilligt hat.

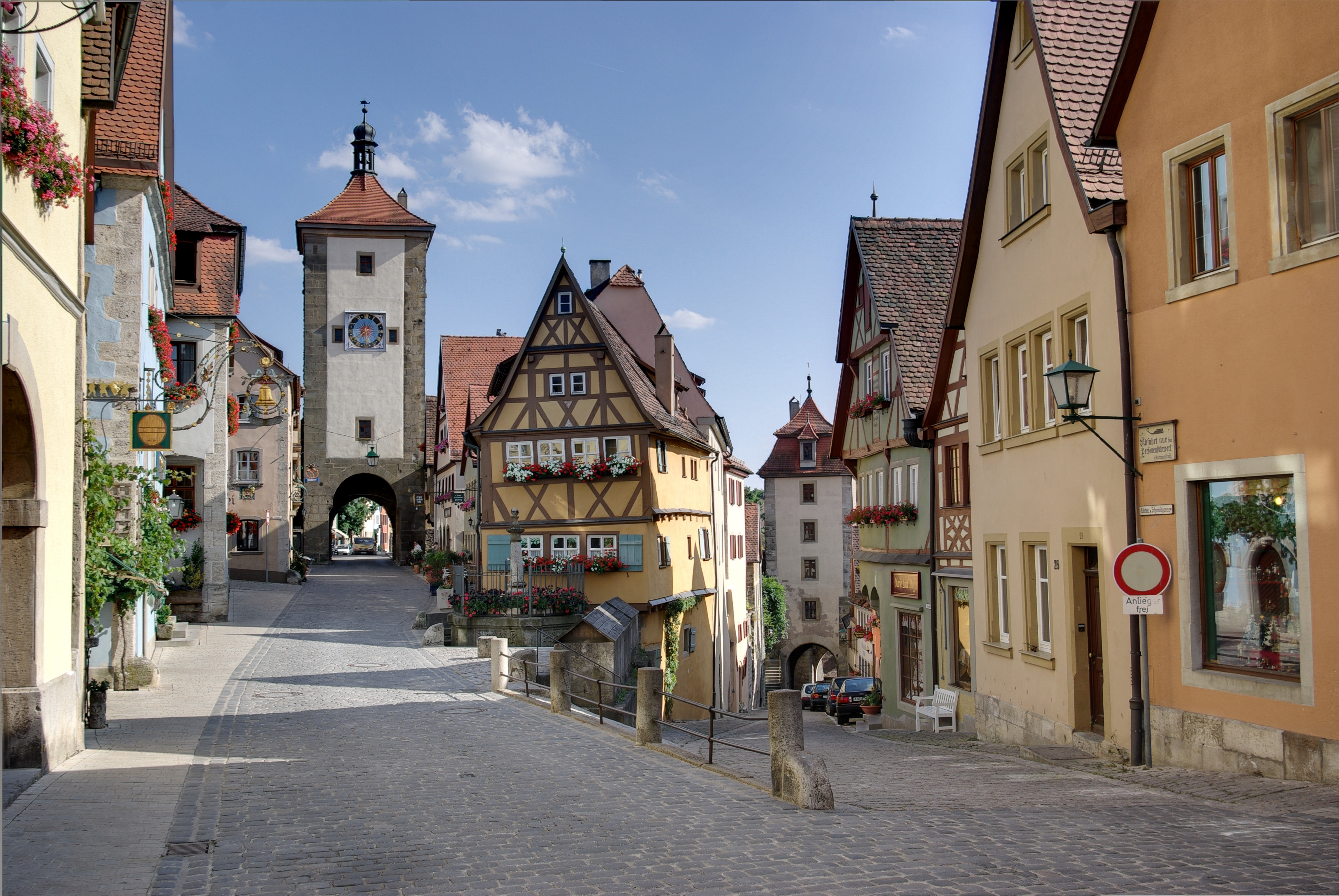
Die Straße durchs Sieberstor in Rothenburg war der Drehort des Festumzugs

Das Dorf wird zum Anlaufpunkt für große und kleine Stars der Unterhaltungsbranche, so singt die zehnjährige Conny Froboess mit den Musikanten und auch das Orchester von Michael Jary kommt plötzlich auf einem Lastwagen im Dorf an. Der Fahrer ist allerdings ein getarnter Reporter der Quick und fotografiert heimlich die Künstler. Seine Schnappschüsse sorgen für weiteres Interesse am Sender und den Sängern, helfen jedoch auch der Polizei bei ihrer Suche. Die riegelt nun ganze Landkreise ab, um den Betreibern des illegalen Senders auf die Schliche zu kommen. Die verkleiden sich unter anderem und nehmen am Festumzug durch Rothenburg teil, um Polizeisperren so zu umgehen. Herr Winkelmann sucht vor allem seine Tochter und findet sie, als die Truppe gerade einen Schlepper gen Hamburg betreten will. Mit Renate zusammen fährt er nach Hamburg. Die verbleibenden Künstler reisen als Matrosen verkleidet nach Hamburg, wo sie kurz vor dem Anlegen von der Wasserpolizei eingeholt werden. An Land werden sie jedoch nicht wie erwartet verhaftet, sondern begeistert empfangen: Die Quick hat die Kaution für alle Mitglieder des Senders bezahlt und ist auch bereit, die Verteidigung in einem eventuellen Prozess gegen Peter, Paul und Hannes zu finanzieren. Alle Mitarbeiter des Senders haben zudem eine Stunde in der Woche im aktuellen Rundfunkprogramm zugesprochen gekriegt und Herr Winkelmann akzeptiert Peter und Renates Liebe zueinander, da Peter zwei Waschkörbe mit Fanpost vorweisen kann.

## Produktion
Die Dreharbeiten für Große Star-Parade fanden vom 9. April bis zum 28. Mai 1954 in Schwangau, Rothenburg ob der Tauber, Füssen, München und Hamburg sowie in den CCC-Studios in Berlin-Spandau statt. Der Film wurde am 3. September 1954 uraufgeführt, in Österreich lief er unter dem Titel Grosse Star-Parade.
Die Große Star-Parade erschien im Gloria-Verleih, dessen Inhaberin und Gründerin Ilse Kubaschewski war. Sie war auf das Genre des Schlagerfilms aufmerksam geworden, weil in ihrem Verleih der Programmansatz der leichten Unterhaltung weiter ausgebaut werden sollte. Musik war in den bisher bei der Gloria erschienen Heimatfilmen ohnehin von Bedeutung gewesen, so bot sich das Genre des Schlagerfilms für eine Erweiterung des Filmspektrums an. Die Große Star-Parade war der erste Schlagerfilm der Gloria und lief so gut, dass er die nach den Heimatfilmen zweite Erfolgswelle des Gloria Verleihs, die der Musikfilme, einleitete.
Große Star-Parade beinhaltet Cameo-Auftritte unter anderem von Rudolf Prack, Winnie Markus und Hannelore Bollmann sowie größere Auftritte von Conny Froboess, Bully Buhlan und Michael Jary und Orchester. Sonja Ziemann trägt in einem Gastauftritt ein russisches Kostüm und erzählt auf Nachfrage, dass sie zu Außenaufnahmen für Der Zarewitsch unterwegs sei – der CCC-Film unter der Regie von Arthur Maria Rabenalt kam am 12. Oktober 1954 in die Kinos.
Es singen und spielen in Cameo-Auftritten unter anderem:
- Katherine Dunham und ihre Tanzgruppe
- Peter Alexander
- Nouscha Doina
- Kapelle Kurt Edelhagen
- Cornelia Froboess
- Peterli Hinnen
- Will Höhne
- Macky Kasper
- Rolf Kühn
- Evelyn Künneke
- Liselotte Malkowski
- Hazy Osterwald Sextett
- Die drei Peheiros
- Die Ping Pong’s
- Das Raisner Trio
- Dorle Rath
- Geschwister Schmid
- Fritz Schulz-Reichel
- Die Sunshine’s
- Catherina Valente
- Albert Vossen
- Horst Winter

Im Film sind verschiedene Schlager enthalten, die mehrfach im Film in unterschiedlicher Weise interpretiert werden.
- Mein Roter Bruder Wohnt In Arizona – unter anderem von Ilja Glusgal
- Robinson-Mambo – unter anderem von Conny Froboess
- Bongo-Boogie – unter anderem von Evelyn Künneke
- Unser Leben soll nur Liebe sein – Renate Holm
- Das ganze Jahr lang blüh’n keine Rosen – Renate Holm

## Kritik
Das Lexikon des internationalen Films bezeichnete Große Star-Parade als „Schlagerfilm der fünfziger Jahre“, in dem „nebenbei […] Reklame für eine Illustrierte […], für eine Nachtbar und mehrere Orchester, für Stars und solche, die es einmal werden wollen“ abfiele.
Die Filmblätter meinten, dass bei diesem Film das Gewicht „gar nicht so sehr auf der ebenso reizenden wie spritzigen Story“ liege, die nur ein Vorwand sei, „eine Reihe neuer und alter Jary-Schlager…herauszustellen.“